# A Million Lights
Az A Million Lights Cheryl brit énekesnő harmadik nagylemeze, mely 2012. június 15-én jelent meg a Fascination Records gondozásában. 2011-ben és 2012-ben vették fel a lemez dalait. Cole számtalan producerrel dolgozott ez idő alatt, ezek közé tartozik Alex da Kid, Calvin Harris, will.i.am, Pantha, Agent X, HyGrade, Dada Life, Jim Beanz, Taio Cruz, Mathias Wollo, The Beamer Boyz, Billy Wes, Electric, Bibi Jones és Dave Munday. Az albumban pop, dance-pop, R&B és dupstep elemek fedezhetőek fel.
Kiadása után vegyes fogadtatásban részesült, a kritikusok dicsérték a fejlődést, viszont túlzásnak tartották a zenei stílusok keveredését. Az album második helyen debütált a brit albumlistán 34 934 eladott példánnyal. Írországban és Skóciában szintén második helyezést ért el.
Két kislemez jelent meg az albumról. Az első, a Call My Name 2012. április 20-án debütált, majd június 8-án került kiadásra. 97 000 példány kelt el a dalból három nap alatt, majd a hetedik napon már 152 000 eladott példánynál tartottak, így első helyen debütált az Egyesült Királyságban. Az Under The Sun 2012. szeptember 10-én jelenik meg.

## Háttér
2011 júliusában bejelentették, hogy Cheryl elkezdett dolgozni harmadik stúdióalbumán, méghozzá a Cole név nélkül. 2012 elején Cheryl Twitter-en közzétette, elkészült albuma. 2012. április 18-án Cole elárulta a lemez címét, és kiadási dátumát (2012. június 18.) A dallistát és a borítót május 24-én osztotta meg rajongóival. A képet Ellen Von Unwerth német fényképész készítette. Cheryl Love Killer című számát SoundCloud-on tette közzé.

## Felvétel

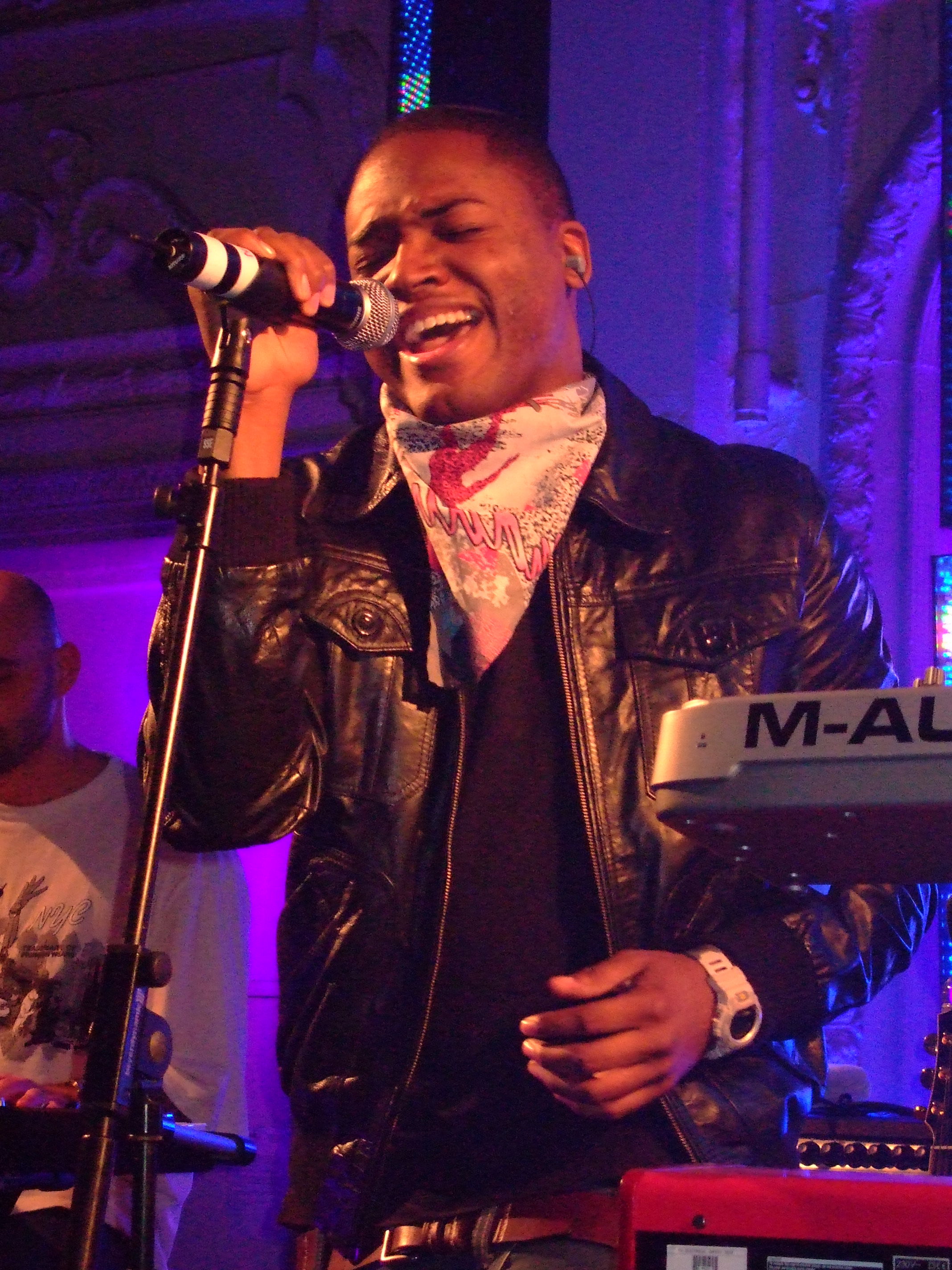
Cruz volt a Mechanics of the Heart című dal producere.

Cole elmondta, az album dalainak felvétele akkor kezdődött, mikor Seth Friedman felhívta: „Menjünk New Yorkba és dolgozzunk ezekkel a srácokkal, a Beemer Boys-zal.” Cole így vélekedett: „Tisztáztam, hogy új producerekkel: friss fülekkel és izgalmas újoncokkal akartam dolgozni.” Ekkor elmondta, miért fontos ez számára: „Mindig csodálatos hallani a tapasztalatot de szeretek adni mindenkinek egy esélyt akit tehetségesnek találok. Több tűz van bennük. Izgalmasabbak, ha új hangzásról van szó. Izgatottak, mivel slágerük által ismertté válhatnak. Ezek után az évek után szükség van rá.”
Cole kitért a dalok kiválasztására is: „Rengeteget küzdtem ezért az albumért. Voltak dalok, amiket ők nem akartak, én viszont igen, és olyanok is, amiket ők akartak és én nem.” Cole mintegy 50 dalt vett fel az albumhoz.
2011 júliusában a Far East Movement bejelentette, a stúdióban Cole és will.i.am mellett dolgoztak. Ugyanebben a hónapban Cole-t Usherrel látták találkozni egy hotel előtt, Perez Hilton azt terjesztette, az énekesnő Christina Aguilera mellett vacsorázva tervezett egy közös duettet. 2011 szeptemberében Taio Cruz bejelentette, dolgozott Cheryl új albumán. 2011 szeptemberében Alex Da Kid producerrel is dolgozott az énekesnő. 2012-ben Rihannával találkozott, akivel egy tempós dalon terveztek dolgozni, mivel miután a 2011-es BRIT Awards-on és a Loud Tour-on is találkoztak, barátok lettek. Azóta az énekesnő bejelentette, sem Rihannával, sem Aguilerával nem készült közös szám.

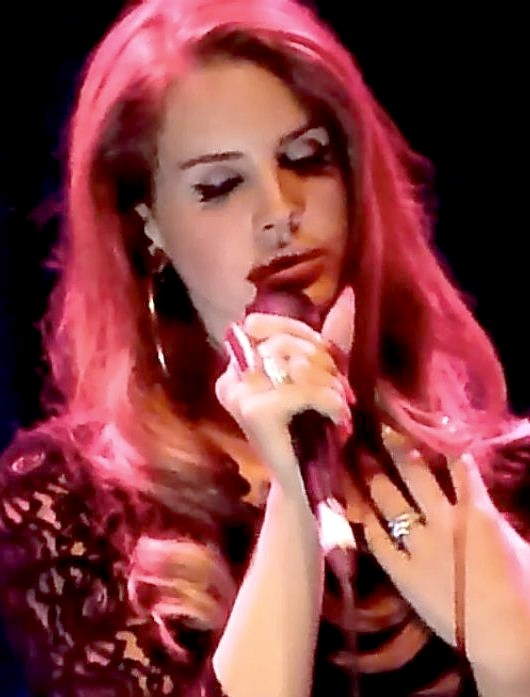
Lana Del Rey szerezte az album Ghetto Baby című dalát.

2012 májusában bejelentette Cheryl, hogy Lana Del Rey is ír dalt az albumra. Így vélekedett Cole a közös munkáról: „Körülbelül egy éve ismertem meg Lanát. Hallottam ezeket a dalokat, melyek igazán frissek voltak a fülemnek, és megkérdeztem a srácot, hogy ki ő, erre azt felelte: Figyelj, ő Lana Del Rey.” Szintén májusban kiderült, Cheryl Wretch 32 rapperrel is dolgozott egy Screw You című dalon, mivel az énekesnő nagy rajongója volt a Black and White albumnak.
Cheryl így vélekedett az albumról: „De úgy gondolom ez az eddigi legjobb munkám.”
Cole előre elárulta, lesz egy Teddy Bear című dal a deluxe kiadáson. A Sexy Den a Mutha volt az utolsó dal, melyet felvettek.

### Inspirációk
Mint előző albumaira, a 3 Words-re és a Messy Little Raindrops-ra, az A Million Lights-ra is a pop és dance-pop stílusok gyakoroltak hatást, R&B és dance mellett. Az album munkálatai során olyan előadók hatottak rá, mint Beyoncé Knowles és Erykah Badu.

## Kislemezek
Az album első kislemezéből, a Call My Name-ből először egy előzetes került fel Cole YouTube csatornájára április 19-én. 2012. május 2-án a teljes videóklip megjelent. A szám április 20-án debütált a Capital FM műsorán. A szám producere és szerzője Calvin Harris volt, és május 18-án jelent meg kislemez formájában. A számhoz tartozó videóklip Anthony Mandler rendezésében készült Los Angeles belvárosában. A BBC Radio 1 A-listájára a megjelenés hetében felkerült a felvétel. A dal első helyezett lett iTunes-on 11 órán belül, így 2012 eddigi leggyorsabban fogyó kislemeze lett. 152 000 példány kelt el belőle az Egyesült Királyságban.
Cole a Capital FM Summertime Ball-ján is előadta a számot 2012. június 9-én, amikor azt is bejelentette, következő kislemeze a Screw You vagy Under the Sun című dalai közül kerül ki. Később kiderült, az utóbbit választották második kislemeznek az albumról, szeptember 3-án jelenik meg.

### Kereskedelmi fogadtatás
Az album megjelenése előtt az előrendelők száma Justin Bieber Believe című lemezének előrendelői adataival vetekedett a brit Amazon-on. Viszont végül az A Million Lights a brit albumlista második helyén debütált, Bieber albuma 3181 eladott példánnyal előzte meg. Egy hét alatt 100 000 példány kelt el belőle, a 3 Words-ből 125 000, míg a Messy Little Raindrops mintegy 105 000 lemez.

## Kiadás és promóció
2012. június 7-én az Universal Music bemutatta a szuper fan deluxe kiadást, kilenc új dallal, képeslapokkal és egy speciális dobozzal. Az első 50 vásárló aláírt példányt kapott.

### Élő előadások
Cole a The Voice UK műsorán adta elő Call My Name című dalát 2012. május 26-án. 2012. június 16-án a G-A-Y fellépője is volt, ahol új albumáról először adott elő dalokat. A Capital FM Summertime Ball-on is fellépett június 9-én 80 000 rajongó előtt. A T4 című műsorban június 17-én lépett fel Call My Name és Under the Sun című számaival.

### A Million Lights Tour
Cole A Million Lights Tour elnevezésű koncertkörútja októberben fog kezdődni. A turné során az Egyesült Királyság és Írország arénáiban fog fellépni.

## Az album dalai
| 1.    | Under the Sun                            | Alex da Kid, Mike Del Rio, Jayson DeZuzio, Steven Battey, Carlos Battey, Cheryl Cole | Alex da Kid              | 3:30 |
| 2.    | Call My Name                             | Calvin Harris                                                                        | Calvin Harris            | 3:28 |
| 3.    | Craziest Things (közreműködik will.i.am) | William Adams, Cole, Shahid Khan, Andrea Martin                                      | will.i.am                | 3:13 |
| 4.    | Girl in the Mirror                       | Aaron Cowan, Jareth Rwamafa Johnson                                                  | Pantha                   | 3:30 |
| 5.    | A Million Lights                         | Greg Bonnick, Leon Price, Peter Renshaw, Tom Havelock                                | Agent X                  | 3:23 |
| 6.    | Screw You (közreműködik Wretch 32)       | Megan Nicolle Thomaston, Kingsley Brown, Daniel Traynor, Jermaine Scott              | HyGrade                  | 3:37 |
| 7.    | Love Killer                              | Stefan Engblom, Olle Corneer, Kasia Livingston                                       | Dada Life                | 3:47 |
| 8.    | Ghetto Baby                              | Elizabeth Grant, Roy Kerr, Anu Pillai                                                | Kid Gloves               | 2:49 |
| 9.    | Sexy Den a Mutha                         | Jim Beanz, Thomaston                                                                 | Jim Beanz                | 3:40 |
| 10.   | Mechanics of the Heart                   | Taio Cruz, Mathias Wollo, Loick Essien                                               | Taio Cruz, Mathias Wollo | 3:16 |
| 11.   | All Is Fair                              | Beanz, Candice Nelson                                                                | Beanz                    | 3:25 |
| 37:30 |                                          |                                                                                      |                          |      |

| Deluxe kiadású bónusz dalok | Deluxe kiadású bónusz dalok | Deluxe kiadású bónusz dalok                         | Deluxe kiadású bónusz dalok | Deluxe kiadású bónusz dalok | Deluxe kiadású bónusz dalok | Deluxe kiadású bónusz dalok | Deluxe kiadású bónusz dalok | Deluxe kiadású bónusz dalok | Deluxe kiadású bónusz dalok |
|                             | Cím                         | Szerző(k)                                           | Producer(ek)                | Hossz                       |                             |                             |                             |                             |                             |
| --------------------------- | --------------------------- | --------------------------------------------------- | --------------------------- | --------------------------- | --------------------------- | --------------------------- | --------------------------- | --------------------------- | --------------------------- |
| 12.                         | Boys Lie                    | Beanz, Roy Warren, Koil Preample                    | Jim Beanz                   | 3:39                        |                             |                             |                             |                             |                             |
| 13.                         | One Thousand                | Edvard Forre Erfjord, Henrik Michelsen, L. Marshall | Electric, Bibi Jones        | 3:43                        |                             |                             |                             |                             |                             |
| 14.                         | Telescope                   | Dave Munday, Cara Salimando                         | Dave Munday                 | 2:32                        |                             |                             |                             |                             |                             |
| 15.                         | Last One Standing           | Billy Wes, Onique Williams                          | The Beamer Boyz, Billy Wes  | 3:10                        |                             |                             |                             |                             |                             |
| 50:32                       |                             |                                                     |                             |                             |                             |                             |                             |                             |                             |

| Ausztrál, magyar és lengyel bónusz dal | Ausztrál, magyar és lengyel bónusz dal | Ausztrál, magyar és lengyel bónusz dal | Ausztrál, magyar és lengyel bónusz dal | Ausztrál, magyar és lengyel bónusz dal | Ausztrál, magyar és lengyel bónusz dal | Ausztrál, magyar és lengyel bónusz dal | Ausztrál, magyar és lengyel bónusz dal | Ausztrál, magyar és lengyel bónusz dal | Ausztrál, magyar és lengyel bónusz dal |
|                                        | Cím                                    | Szerző(k)                              | Producer(ek)                           | Hossz                                  |                                        |                                        |                                        |                                        |                                        |
| -------------------------------------- | -------------------------------------- | -------------------------------------- | -------------------------------------- | -------------------------------------- | -------------------------------------- | -------------------------------------- | -------------------------------------- | -------------------------------------- | -------------------------------------- |
| 12.                                    | Last One Standing                      | Billy Wes, Onique Williams             | The Beamer Boyz, Billy Wes             | 3:10                                   |                                        |                                        |                                        |                                        |                                        |
| 40:40                                  |                                        |                                        |                                        |                                        |                                        |                                        |                                        |                                        |                                        |

| Szuper Deluxe kiadású bónusz lemez | Szuper Deluxe kiadású bónusz lemez | Szuper Deluxe kiadású bónusz lemez                  | Szuper Deluxe kiadású bónusz lemez | Szuper Deluxe kiadású bónusz lemez | Szuper Deluxe kiadású bónusz lemez | Szuper Deluxe kiadású bónusz lemez | Szuper Deluxe kiadású bónusz lemez | Szuper Deluxe kiadású bónusz lemez | Szuper Deluxe kiadású bónusz lemez |
|                                    | Cím                                | Szerző(k)                                           | Producer(ek)                       | Hossz                              |                                    |                                    |                                    |                                    |                                    |
| ---------------------------------- | ---------------------------------- | --------------------------------------------------- | ---------------------------------- | ---------------------------------- | ---------------------------------- | ---------------------------------- | ---------------------------------- | ---------------------------------- | ---------------------------------- |
| 1.                                 | Boys Lie                           | Beanz, Roy Warren, Koil Preample                    | Jim Beanz                          | 3:39                               |                                    |                                    |                                    |                                    |                                    |
| 2.                                 | One Thousand                       | Edvard Forre Erfjord, Henrik Michelsen, L. Marshall | Electric, Bibi Jones               | 3:43                               |                                    |                                    |                                    |                                    |                                    |
| 3.                                 | Telescope                          | Dave Munday, Cara Salimando                         | Dave Munday                        | 2:32                               |                                    |                                    |                                    |                                    |                                    |
| 4.                                 | Last One Standing                  | Billy Wes, Onique Williams                          | The Beamer Boyz, Billy Wes         | 3:10                               |                                    |                                    |                                    |                                    |                                    |
| 5.                                 | I Like It                          | Beanz, Nelson, Cole                                 | Jim Beanz                          | 3:44                               |                                    |                                    |                                    |                                    |                                    |
| 6.                                 | Make You Go                        | Cameron Roberson, David Loeffler, Jaylien Wesley    | Jaylien Wesley                     | 3:29                               |                                    |                                    |                                    |                                    |                                    |
| 7.                                 | Dum Dum                            | Wes, Williams                                       | The Beamer Boyz, Billy Wes         | 3:19                               |                                    |                                    |                                    |                                    |                                    |
| 8.                                 | Teddy Bear                         | Beanz, Cole                                         | Jim Beanz                          | 4:00                               |                                    |                                    |                                    |                                    |                                    |
| 29:28                              |                                    |                                                     |                                    |                                    |                                    |                                    |                                    |                                    |                                    |

Megjegyzések
- Néhány deluxe kiadáson a Last One Standing 12. a dallistán, és a másik három bónusz dal tolódik.[36]

## Közreműködők
Forrás:

### Zenészek
- Cheryl Cole - vokál
- Will.i.am - vokál
- Wretch 32 - vokál
- Lana Del Rey - dalszerzés, szerzés, háttérvokál
- Jaylien Wesley - dalszerzés, szerzés

## Albumlistás helyezések
| Albumlista (2012)            | Legjobb helyezés |
| ---------------------------- | ---------------- |
| Ausztrál Digital Album lista | 39               |
| Belga albumlista (WA)        | 144              |
| Ír albumlista                | 2                |
| Skót albumlista              | 1                |
| Spanyol albumlista           | 96               |
| Lengyel albumlista           | 78               |
| Brit albumlista              | 2                |

## Megjelenések
| Ország             | Dátum            | Formátum(ok)           | Kiadó                        | Kiadás(ok)                            |
| ------------------ | ---------------- | ---------------------- | ---------------------------- | ------------------------------------- |
| Írország           | 2012. június 15. | CD, digitális letöltés | Polydor Records              | Standard, deluxe                      |
| Brazília           | 2012. június 15. | Digitális letöltés     | Universal Music              | Standard, deluxe                      |
| Egyesült Királyság | 18 June 2012     | CD, digitális letöltés | Fascination, Polydor Records | Standard, deluxe, super deluxe boxset |
| Lengyelország      | 2012. június 19. | CD, digitális letöltés | Universal Music              | Standard                              |
| Olaszország        | 2012. június 19. | CD, digitális letöltés | Universal Music              | Standard                              |
| Ausztrália         | 2012. június 22. | CD, digitális letöltés | Universal Music Australia    | Standard                              |
| Magyarország       | 2012. június 25. | CD, digitális letöltés | Universal Music              | Standard, Deluxe                      |